# Червоночабанский сельский совет (Каланчакский район)
Червоночабанский сельский совет (укр. Червоночабанська сільська рада) — входит в состав
Каланчакского района
Херсонской области
Украины.
Административный центр сельского совета находится в 
с. Червоный Чабан
.

## История
- 1930 — дата образования.

## Населённые пункты совета
- с. Червоный Чабан
- с. Каирка
- с. Макаровка
- с. Памятник
- с. Полевое
- с. Ставки